# Johnston City
Johnston City is een plaats (city) in de Amerikaanse staat Illinois, en valt bestuurlijk gezien onder Williamson County.

## Demografie
Bij de volkstelling in 2000 werd het aantal inwoners vastgesteld op 3557. In 2006 is het aantal inwoners door het United States Census Bureau geschat op 3451, een daling van 106 (-3,0%).

## Geografie
Volgens het United States Census Bureau beslaat de plaats een oppervlakte van 5,2 km², waarvan 5,1 km² land en 0,1 km² water. Johnston City ligt op ongeveer 124 m boven zeeniveau.

## Plaatsen in de nabije omgeving
De onderstaande figuur toont nabijgelegen plaatsen in een straal van 12 km rond Johnston City.